# Батман от бъдещето: Завръщането на Жокера
„Батман от бъдещето: Завръщането на Жокера“ (на английски: Batman of the Future: Return of the Joker) или „Батман отвъд: Завръщането на Жокера“ (на английски: Batman Beyond: Return of the Joker) e анимационен филм, пуснат на 12 декември 2000 г. с участието на комиксовия супергерой Батман и неговия враг Жокера. Поставен е в същата продължителност на „Батман от бъдещето“, в която Брус Уейн се е пенсионирал от борбата с престъпността и е предал завета си на гимназиста Тери Макгинис.